# Parardelio pilosus
Parardelio pilosus är en tvåvingeart som beskrevs av Friedrich Georg Hendel 1912. Parardelio pilosus ingår i släktet Parardelio och familjen bredmunsflugor.
Artens utbredningsområde är Seychellerna. Inga underarter finns listade i Catalogue of Life.